# Giovanni Francesco Lucchini
Giovanni Francesco Lucchini (Bergamo, 1º gennaio 1755 – Bergamo, 1826) è stato un architetto italiano.

## Biografia
Figlio di Luca, architetto originario di Certenago.

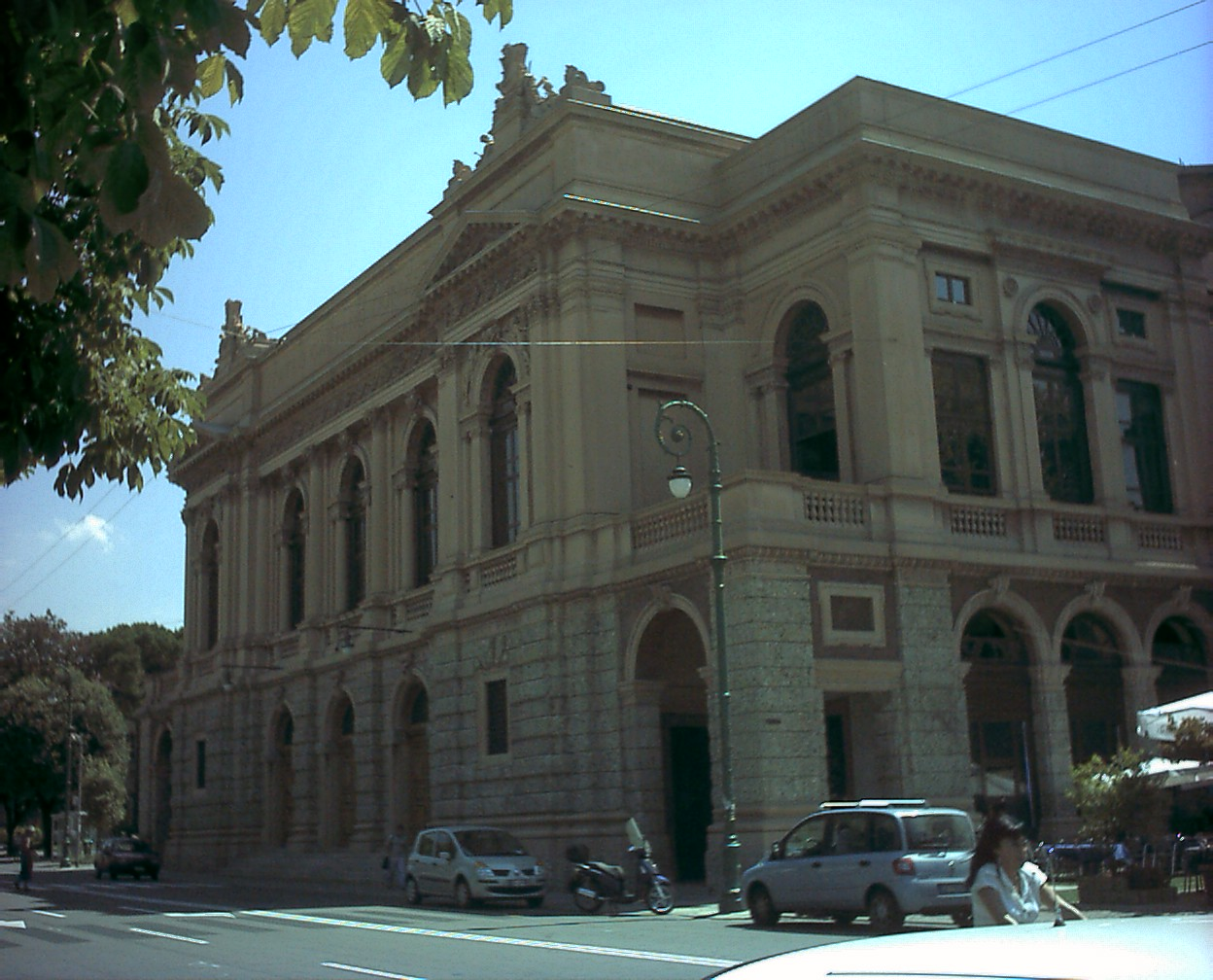
Il teatro Riccardi ora Donizetti

Nel 1783 è capomastro nel cantiere di Palazzo Vailetti, su progetto di Simone Cantoni. Più tardi realizza la piccola Chiesa dei Santi Simone e Giuda a Bergamo. Nel 1786 fu tra i realizzatori della ristrutturazione di Palazzo Roncalli.